# Pilar Quintana
Pilar Quintana (Cali, Colòmbia, 1972) és una escriptora colombiana. Guanyadora del Premi Alfaguara de Novel·la de l'any 2021.

## Biografia
Pilar Quintana va néixer a Cali, Colòmbia el 1972. Va estudiar a l'institut Liceu Benalcázar de Cali i posteriorment comunicació social a la Universitat Javeriana de Bogotà. Després de graduar-se va treballar com a llibretista de televisió i redactora de textos per a publicitat. Va viatjar tres anys pel món i quan va tornar a Colòmbia es va radicar al Pacífic colombià.
El 2007 va ser triada com una de les 39 escriptores menors de 39 anys més destacats d'Amèrica Llatina pel Hay Festival. El 2010 la seva novel·la Coleccionistas de polvos raros va rebre el premi La Mar de Lletres, atorgat pel festival La Mar de Músiques de Cartagena, Espanya. El 2011 va representar Colòmbia a l'International Writing Program de la Universitat d'Iowa.
El 2018 la seva novel·la La perra va rebre el IV Premi Biblioteca de Narrativa Colombiana. A l'acta del jurat llegida per Alonso Cueto, es va escriure sobre la novel·la: “abans que res, la gran economia i qualitat literària de la prosa; la capacitat de mostrar una extraordinària opressió enmig d'una gran obertura i immensitat geogràfica. El llibre es llegeix sense pausa i la història conflueix cap a la descripció sense estridències retòriques d'un petit drama que es relata de manera serena, ferma i lluminosa”.
El 2021 va guanyar el XXIV Premi Alfaguara de Novel·la amb l'obra titulada "Los abismos", un llibre on tracta les relacions familiars des de la perspectiva d'una nena. En aquesta edició es van presentar més de 2400 obres en què el jurat format per Héctor Abad Faciolince com a president, juntament amb Irene Vallejo, Cristina Fuentes La Roche, Ana Merino, Xavi Ayén, Xavier Vidal i Pilar Reyes va seleccionar l'obra de Quintana.

## Obra
La seva obra es caracteritza perquè està relacionada amb aspectes de la violència colombiana, l'erotisme i el realisme.
Ha publicat les novel·les Cosquillas en la lengua (Planeta, 2003), Coleccionistas de polvos raros (Norma, 2007; El Aleph, El Cobre, 2010), Conspiración iguana (Norma, 2009); la col·lecció de contes "Caperucita se come al lobo" (Cuneta, 2012) i La perra (Random House, 2017), a més de contes en revistes i antologies de Llatinoamèrica, Espanya, Itàlia, Alemanya, Estats Units i Filipines.

## Publicacions[calcitació]

### Novel·les
- Cosquillas en la lengua (2003)
- Coleccionistas de polvos raros (2007)
- Conspiración iguana (2009)
- La perra (2017)
- Los abismos (2021)

### Col·leccions de conte
- Caperucita se come al lobo (2012)

### Cuentos en antologías entre 2007 y 2010
- "Violación". B 39: Antología de cuento latinoamericano (2007)
- "El hueco" (2008)
- "La nueva aventura Caperucita Roja, donde ella se come al lobo" (2008)
- "Olor". Eñe: Nuevos escritores de América Latina (2008)
- "El estigma de Yossef" (2008)
- "Una segunda oportunidad". El corazón habitado: Últimos cuentos de amor en Colombia (2010)
- "No sos vos, es tu..." (2010)

## Premis i distincions
- 2010 Premi "La mar de lletres" amb Coleccionistas de polvos raros
- 2017 Premi Biblioteca de Narrativa Colombiana amb La perra
- 2021 Premi Alfaguara de Novel·la[7] amb Los abismos